# Igreja Nossa Senhora da Salette
A Paróquia Santuário Nossa Senhora da Salette é um templo religioso católico localizada no Alto de Santana, Zona Norte da cidade de São Paulo, Brasil. Pertence ao setor Santana da Arquidiocese de São Paulo. A paróquia também administra a Capela de Santa Cruz, localizada na mesma região.

## História
A paróquia foi fundada em 1954. Sua criação foi motivada pela devoção a Nossa Senhora da Salette, cuja aparição na França, em 1846, trouxe uma mensagem de reconciliação e fé. Em 1942, foram celebradas as primeiras missas campais no local. Inicialmente, as missas e atividades religiosas eram realizadas em um pequeno salão cedido pela comunidade local, mas o crescimento do número de fiéis motivou a construção de um templo maior, que foi sendo ampliado ao longo das décadas, e em 1952, foi lançada a pedra fundamental da Matriz e do Santuário.
No ano de 2022 a Igreja Nossa Senhora da Salette foi elevada à dignidade de santuário arquidiocesano. A missa com o rito de dedicação foi presidida pelo Cardeal Odilo Pedro Scherer, Arcebispo Metropolitano de São Paulo, e concelebrada pelos Missionários Saletinos, responsáveis pelos cuidados pastorais da paróquia.

## Atualidade
Na atualidade, a Paróquia Nossa Senhora da Salette continua sendo um importante local de encontro espiritual e comunitário. Além das missas e sacramentos, a igreja organiza eventos tradicionais, como a Festa de Nossa Senhora da Salette. A paróquia também realiza ações sociais, como a distribuição de alimentos e assistência a famílias em situação de vulnerabilidade.